# Labastide-Villefranche
Labastide-Villefranche é uma comuna francesa na região administrativa da Nova Aquitânia, no departamento dos Pirenéus Atlânticos. Estende-se por uma área de 15,27 km². Em 2010 a comuna tinha 328 habitantes (densidade: 21,5 hab./km²).